# Шеловская
Шеловская — деревня в Тарногском районе Вологодской области.
Входит в состав Спасского сельского поселения, с точки зрения административно-территориального деления — в Нижнеспасский сельсовет.
Расстояние до районного центра Тарногского Городка по автодороге — 53 км, до центра муниципального образования Никифоровской по прямой — 12 км. Ближайшие населённые пункты — Яринская, Ильинская, Антипинская, Ваневская.
По переписи 2002 года население — 37 человек (16 мужчин, 21 женщина). Преобладающая национальность — русские (95 %).